# 多余参数
统计学中，多余参数（英語：nuisance parameter）是指与感兴趣参数无关，但在分析那些感兴趣参数时必须考虑的所有參數。例如，当正态分布的均值μ是首要关心的参数时，方差σ2就是一个多余参数。
多余参数通常是方差，但并不总是；例如，在含误差变量模型中，未知的每个观测的真实位置是多余参数。一般来说，任何干扰另一个参数的分析的参数，都可认为是多余参数。如果该参数成为研究对象，它就不再“多余”，就像分布的方差一样。
對于已知隨机變量，在得到了所有未知隨机變量的聯合條件分佈后（比如可利用贝叶斯定理），就可以利用邊緣分佈將多餘參數邊緣化，以得到我們感興趣的那部分隨机變量的結果。